# الراما
الراما هم السكان الأصليون لدولة نيكاراغوا، وهناك أكثر من 900 شخص ينتمي إلى العرق الرامي يعيشون داخل دائرة نصف قطرها 30 ميلاً من جزيرة راما كاي في الساحل الكاريبي.

## الاقتصاد
يعتمد اقتصاد شعب الراما على الصيد في الأنهار والبحار المجاورة لهم، وكذلك يتميزون بزراعة الموز وحبوب الكاكاو الأبيض.

## اللغة
تعتبر لغة الراما والمشابهة للغة شيبشان في كوستاريكا، ولكنها على وشك الانقراض إذ لا يتحدث بها بطلاقة إلا 24 رجلاً من كبار السن. ولكن في السنوات الأخيرة هناك جهود تُبذل لإعادة إنعاش اللغة ونشرها في أوساط المجتمع الرامي.

## حقوق شعب الراما
كافح شعب الراما ضد حكومة نيكاراغوا للدفاع عن أرض أجدادهم، وقد بلغت الأزمة أشدها بين الحكومة النيكاراجوية وشعب الراما حين سمحت الحكومة للولايات المتحدة الأمريكية لبناء سكة حديدية تعبر البلاد وتقتحم أراض الراميين، واندلعت مواجهات عنف حينها بين الجهتين.